# Championnats du monde de gymnastique rythmique 2015
Navigation
Édition précédente Édition suivante
Les championnats du monde de gymnastique rythmique 2015, trente-quatrième édition des championnats du monde de gymnastique rythmique, ont lieu du 7 au 13 septembre 2015 à Stuttgart, en Allemagne.

## Podiums
| Épreuves                                            | Or | Argent | Bronze |
| --------------------------------------------------- | --- | --- | --- |
| Finales individuelles et par équipe                 | | | |
| Ballon résultats détaillés                          | Yana Kudryavtseva                                                                                              | Margarita Mamun                                                                                                   | Melitina Staniouta                                                                                                |
| Cerceau résultats détaillés                         | Margarita Mamun                                                                                                | Aleksandra Soldatova                                                                                              | Hanna Rizatdinova                                                                                                 |
| Massues résultats détaillés                         | Yana Kudryavtseva                                                                                              | Aleksandra Soldatova                                                                                              | Hanna Rizatdinova                                                                                                 |
| Ruban résultats détaillés                           | Yana Kudryavtseva                                                                                              | Margarita Mamun                                                                                                   | Hanna Rizatdinova                                                                                                 |
| Concours général individuel résultats détaillés     | Yana Kudryavtseva                                                                                              | Margarita Mamun                                                                                                   | Melitina Staniouta                                                                                                |
| Concours général par équipe résultats détaillés     | Russie Yana Kudryavtseva Margarita Mamun Aleksandra Soldatova                                                  | Biélorussie Melitina Staniouta Katsiaryna Halkina Hanna Bazhko Arina Charopa                                      | Ukraine Viktoria Mazur Ganna Rizatdinova Eleonora Romanova                                                        |
| Finales en groupe                                   | | | |
| Groupe : 5 rubans résultats détaillés               | Italie Sofia Lodi Alessia Maurelli Camilla Patriarca Andreea Stefanescu Marta Pagnini                          | Russie Anastasia Maksimova Maria Tolkacheva Anastasiia Tatareva Sofya Skomorokh Diana Borisova                    | Japon Airi Hatakeyama Mao Kunii Rie Matsubara Sayuri Sugimoto Kiko Yokota                                         |
| Groupe : 6 massues + 2 cerceaux résultats détaillés | Russie Anastasia Maksimova Maria Tolkacheva Anastasiia Tatareva Sofya Skomorokh Daria Klescheva                | Italie Martina Centofanti Alessia Maurelli Sofia Lodi Camilla Patriarca Marta Pagnini                             | Bulgarie Mihaela Maevska-Velichkova Reneta Kamberova Tsvetelina Naydenova Tsvetelina Stoyanova Hristiana Todorova |
| Concours général en groupe résultats détaillés      | Russie Anastasia Maksimova Maria Tolkacheva Anastasiia Tatareva Sofya Skomorokh Diana Borisova Daria Klescheva | Bulgarie Mihaela Maevska-Velichkova Reneta Kamberova Tsvetelina Naydenova Tsvetelina Stoyanova Hristiana Todorova | Espagne Alejandra Quereda Artemi Gavezou Elena López Lourdes Mohedano Sandra Aguilar                              |

## Tableau des médailles
| Rang | Nation      | Or | Argent | Bronze | Total |
| ---- | ----------- | -- | ------ | ------ | ----- |
| 1    | Russie      | 8  | 6      | 0      | 14    |
| 2    | Italie      | 1  | 1      | 0      | 2     |
| 3    | Biélorussie | 0  | 1      | 2      | 3     |
| 4    | Bulgarie    | 0  | 1      | 1      | 2     |
| 5    | Ukraine     | 0  | 0      | 4      | 4     |
| 5    | Espagne     | 0  | 0      | 1      | 1     |
| 6    | Japon       | 0  | 0      | 1      | 1     |